# DDR-Eishockeymeisterschaft 1980/81
Die DDR-Eishockey-Meisterschaft 1980/81 brachte nach fünf Spielzeiten wieder einen Wechsel an der Spitze der Oberliga mit sich. Die SG Dynamo Weißwasser besiegte dabei in einem Duell auf Augenhöhe – die Hälfte aller Begegnungen endete unentschieden – ihren langjährigen Rivalen und Titelverteidiger aus Berlin mit zwei zu eins Siegen.
In der Bestenermittlung gelang der BSG Monsator Berlin die erfolgreiche Revanche für die im Jahr zuvor erlittene Niederlage gegen die gastgebende BSG Einheit Crimmitschau.

## Meistermannschaft
| SG Dynamo Weißwasser | Uwe Hoffmann, Bernd Holler, Ingolf Spantig – Heinrich Balzer, Fred Bartell, Rolf Bielas, Harald Bölke, Frank Braun, Frank Däsler, Jürgen Franke, Peter Franke, Hubert Hahn, Andreas Heinrich, Jochen Hördler, Dieter Kinzel, Olaf Köllner, Detlev Mark, Eckhard Scholz, Peter Schumann, Dieter Simon, Gerd Vogel – Trainer: Klaus Hirche, Rüdiger Noack |

## Oberliga
| Pl. | Verein               | Sp. | S | U | N | Tore  | Punkte |
| --- | -------------------- | --- | - | - | - | ----- | ------ |
| 1.  | SG Dynamo Weißwasser | 6   | 2 | 3 | 1 | 22:27 | 7      |
| 2.  | SC Dynamo Berlin (M) | 6   | 1 | 3 | 2 | 27:22 | 5      |

|     | DDR-Meister      |
| (M) | Titelverteidiger |

| Spielansetzungen | Spielansetzungen     | Spielansetzungen     | Spielansetzungen | Spielansetzungen | Zwischenstände | Zwischenstände | Zwischenstände |
| Spiel            | Heimteam             | Gästeteam            | Ergebnis         |                  | Punkte (Tore)  | Punkte (Tore)  | Punkte (Tore)  |
| Spiel            | Heimteam             | Gästeteam            | Ergebnis         | Weißwasser       |                | Berlin         |                |
| 1                | SG Dynamo Weißwasser | SC Dynamo Berlin     | 40:02            |                  | 20(4)          | :              | 0(2)           |
| 2                | SG Dynamo Weißwasser | SC Dynamo Berlin     | 30:03            |                  | 30(7)          | :              | 10(5)          |
| 3                | SC Dynamo Berlin     | SG Dynamo Weißwasser | 40:04            |                  | 40(11)         | :              | 20(9)          |
| 4                | SG Dynamo Weißwasser | SC Dynamo Berlin     | 40:04            |                  | 50(15)         | :              | 30(13)         |
| 5                | SC Dynamo Berlin     | SG Dynamo Weißwasser | 100:01           |                  | 50(16)         | :              | 50(23)         |
| 6                | SG Dynamo Weißwasser | SC Dynamo Berlin     | 60:04            |                  | 70(22)         | :              | 50(27)         |

| Meisterschaft entschieden |

## DDR-Bestenermittlung
Das Endrundenturnier der A-Gruppe wurde Ende Februar/Anfang März 1981 zum wiederholten Male in Crimmitschau ausgetragen. Auch die B-Gruppe traf sich drei Wochen später erneut in Crimmitschau.

### Sieger
BSG Monsator Berlin

### A-Gruppe
| Pl. | Verein                       | Sp. | S | U | N | Tore  | Punkte |
| --- | ---------------------------- | --- | - | - | - | ----- | ------ |
| 1.  | BSG Monsator Berlin          | 3   | 3 | – | – | 25:05 | 06:0   |
| 2.  | BSG Einheit Crimmitschau (M) | 3   | 2 | – | 1 | 14:10 | 04:02  |
| 3.  | BSG Motor Bad Muskau         | 3   | 1 | – | 2 | 25:18 | 02:04  |
| 4.  | BSG Chemie 70 Rostock (N)    | 3   | – | – | 3 | 08:39 | 00:06  |

|     | Sieger der DDR-Bestenermittlung |
|     | Abstieg in die B-Gruppe         |
| (M) | Titelverteidiger                |
| (N) | Neuling                         |

### B-Gruppe
| Pl. | Verein                      | Sp. | S | U | N | Tore  | Punkte |
| --- | --------------------------- | --- | - | - | - | ----- | ------ |
| 1.  | BSG Aufbau Halle            | 3   | 3 | – | – | 15:07 | 06:0   |
| 2.  | BSG HO Lebensmittel Erfurt1 | 3   | 2 | – | 1 | 24:10 | 04:02  |
| 3.  | SG Dynamo Klingenthal (A)   | 3   | 1 | – | 2 | 15:19 | 02:04  |
| 4.  | BSG Chemie Leuna            | 3   | – | – | 3 | 06:34 | 00:06  |

|     | Für die A-Gruppe qualifiziert                  |
|     | Relegation gegen Sieger d. Bezirksausscheidung |
| (A) | A-Gruppen-Absteiger                            |

## Relegation (DDR-Bestenermittlung – Bezirksliga)
Die Relegation fand erst Ende Februar 1982 – eine Woche vor Beginn der nächsten B-Gruppen-Spiele – statt und wurde im Rahmen des A-Gruppen-Turniers ausgetragen.
| BSG Chemie Leuna                   | – | BSG Aufbau Schönheide                      | 6:12 |
| (Letzter d. B-Gruppe/B.ermittlung) |   | (Sieger d. Ausscheidung d. Bezirksmeister) |      |

In der Neuauflage der Vorjahres-Relegation konnte sich erstmals die BSG Aufbau Schönheide die Teilnahme an der kommenden DDR-Bestenermittlung sichern.

## Bezirksausscheidung
Das Ausscheidungsspiel um den Relegationsplatz wurde Mitte Februar 1982 ausgetragen.
| BSG Aufbau Schönheide  | – | BSG Traktor Groß Düben       | 6:5 |
| (Bez. Karl-Marx-Stadt) |   | (Spielunion Cottbus/Dresden) |     |

Die BSG Aufbau Schönheide vertrat damit – zum mittlerweile dritten Mal in Folge – die Bezirksmeister in der Relegation für die kommende Bestenermittlung 1981/82.

## Namensänderungen
1Die BSG HO Lebensmittel Erfurt startete in der Vorsaison unter dem Namen BSG Motor Optima Erfurt.